# ARKS
ARKS(アークス)は、大阪府堺市出身の3ピースロックバンド。ライブハウス「三国ヶ丘FUZZ」を拠点に結成し、大阪・東京を中心に活動していた。所属レーベルはVAA。

## 概要
2009年、堺東高校に通う吉田と池辺が10月にバンドを結成。OSMが主催した高校生大会「MUSIC CAMP」にて堺予選1位を通過。Zepp Osakaにて行われた決勝に出場したことがきっかけで、2011年に堀江俊吾が加入する。
2012年、堀江俊吾が脱退し、落合祐葉が新たに加入することで、現在のメンバーになる。
それ以降、rockin'on主催「RO69JACK 2013」で入賞、ローソン主催オーディション「THE MUSIC MASTER」で優秀賞を受賞。他にもFM802主催「MINAMI WHEEL」や「見放題」に2年連で出演するなど、徐々に知名度を広めて行き、2016年、ついに全国流通盤のアルバム「Image」をリリースする。
2021年2月12日、心斎橋PangeaでのARKSラストライブ「oneじゃないけどone」をもって解散。

## メンバー

### 現在のメンバー
メンバー全員が1992年生まれであり、大阪府堺市出身。
| 名前                       | 愛称              | パート                    | 生年月日       | 備考 |
| -------------------------- | ----------------- | ------------------------- | -------------- | --- |
| 吉田明日香 (よしだ あすか) | よっしゃん あすか | ボーカル ギター 作詞 作曲 | 1992年12月21日 | 身長は146cm。 |
| 池辺涼真 (いけべ りょうま) | りょーま          | ドラム 作詞 作曲          | 1992年8月15日  | バンドのリーダー。 |
| 落合祐葉 (おちあい ゆうは) | おっちょ          | ベース コーラス 作詞 作曲 | 1992年12月6日  | サポートメンバーとして加入し、その後に正式なメンバーとなった。もともとは“グッドモーニング世界”というバンドでボーカルとギターを担当しており、ARKSの加入当初はベース未経験者でもあった。 ビデオの撮影監督の寿司くん（ヤバイTシャツ屋さん・こやまたくや）はいくつかARKSのPVの作製に携わっており、その際の交友関係から、同じく寿司くんがPV作製を行った岡崎体育のヒット曲「MUSIC VIDEO」「家族構成」などのPVにも友情主演している。 |

### 過去のメンバー
- 中尾洸介 (なかお こうすけ)、ギター。結成初期メンバー[7][8][26]。
- 渡部 伸 (わたべ しん)、ベース・コーラス。結成初期メンバー[7][8][26]。
- 堀江俊吾 (ほりえ しゅんご)、ベース・コーラス[9][10]。

## バンド名の由来
ARKSは、バンドメンバーの頭文字から名付けられる。
2009年、結成当時の初期メンバーは、堺東高校の軽音楽部に所属する、吉田明日香(よしだ あすか), 池辺涼真(いけべ りょうま), 中尾洸介(なかお こうすけ), 渡部 伸(わたべ しん)の4人であり、それぞれ名前の頭文字から「ARKS」となった。それ以降、堀江俊吾(ほりえ しゅんご)や落合祐葉(おちあい ゆうは)などメンバーの入れ替わりがあるが、バンド名は2016年現在まで固定している。

## 略歴
2009年
- 吉田と池辺、中尾、渡部の4人が堺東高校でARKSを結成[7][8][13]。

2010年
- OSMが主催したの高校生大会「MUSIC CAMP」にて堺予選1位を通過し、Zepp Osakaにて行われた決勝に出場する[29][10]。

2011年
- 2月22日、demo盤「水滴 / colors」を発表・無料配布[30]。

2012年
- 3月12日、1stミニアルバム「ハコブネイロ」をリリース[30]。
- 落合が加入する[31]。

2013年
- 1月10日、YouTubeにて「colors」のPVが、Magic Device制作で発表される[32]。
- 4月、1stシングル「月が照らす夜の中 / キラキラした街」をリリース。 「月が照らす夜の中」は、落合が初めて作曲した作品になる[30][33]。
- 6月21日、YouTubeにて「月が照らす夜の中」のライブ映像が、RO69 JACKの公式アカウントから発表される[34]。
- 11月24日、YouTubeにて「呼吸すること」のPVが、大阪芸術大学の学生制作で発表される[35]。

2014年
- 1月26日、2ndミニアルバム「まほうのうた」をリリース[30]。
- 3月22日、YouTubeにて「Channel A」の放送が開始する[36]。
- 4月25日、HMVのYouTube公式アカウントにて、「忘れもの」のPVが選出[37]。
- 7月9日、オムニバス「COMPILATION ALBUM vol.9 -RO69JACK 2013-」に楽曲収録[38]。

2015年
- 初の全国流通盤のリリースに向けてレコーディング。

2016年
- 2月17日、オムニバス「裏堀江系 Vol.01」に楽曲収録[30]。
- 2月28日、YouTubeにて、ARKSの公式アカウントが開設。「Image」の予告動画が公開され、事実上「Channel A」が廃止[39]。
- 3月9日、全国流通盤「Image」のリリース[30]。
- 初のワンマンライブを東京と大阪で開催。(6月17日 下北沢SHELTER、6月26日 南堀江knave[40]。)

2021年
- 2月12日心斎橋PangeaでのARKSラストライブ「oneじゃないけどone」をもって解散。

## ディスコグラフィ

### 自主作成盤
|     | 種類         | タイトル                          | 発売日        | 規格 |
| --- | ------------ | --------------------------------- | ------------- | ---- |
| 1st | デモ         | 水滴 / colors                     | 2011年2月22日 | CD   |
| 1st | ミニアルバム | ハコブネイロ                      | 2012年3月12日 | CD   |
| 1st | シングル     | 月が照らす夜の中 / キラキラした街 | 2013年4月     | CD   |
| 2nd | ミニアルバム | まほうのうた                      | 2014年1月26日 | CD   |

### 参加作品
| アーティスト               | タイトル                                | 発売日        | 規格 |
| -------------------------- | --------------------------------------- | ------------- | ---- |
| コンピレーション・アルバム | COMPILATION ALBUM vol.9 -RO69JACK 2013- | 2014年7月9日  | CD   |
| コンピレーション・アルバム | 裏堀江系 Vol.01                         | 2016年2月17日 | CD   |

### シングル
|     | タイトル               | 発売日       | 規格 |
| --- | ---------------------- | ------------ | ---- |
| 1st | あなたの彼女になりたい | 2017年9月3日 | CD   |

### アルバム
|     | 種類         | タイトル | 発売日       | 規格 |
| --- | ------------ | -------- | ------------ | ---- |
| 1st | ミニアルバム | Image    | 2016年3月9日 | CD   |

### レンタル限定
|     | 種類 | タイトル             | 発売日       | 規格 | 備考                            |
| --- | ---- | -------------------- | ------------ | ---- | ------------------------------- |
| 1st | デモ | 自分らしくある必要性 | 2013年3月8日 | CD   | TSUTAYA 3店舗限定で無料レンタル |